# Теллурат висмута
Теллурат висмута — бинарное неорганическое соединение
соль висмута и теллуровой кислоты с формулой Bi2TeO6,
образует кристаллогидрат.

## Физические свойства
Теллурат висмута образует кристаллогидрат состава Bi2TeO6•2H2O.

## Химические свойства
- Разлагается при нагревании:

{\displaystyle {\mathsf {3Bi_{2}TeO_{6}\ {\xrightarrow {650^{o}C}}\ Bi_{6}Te_{2}O_{15}+TeO_{2}+O_{2}\uparrow }}}